# Хамптън
Вижте пояснителната страница за други значения на Хамптън.
Хамптън (на английски: Hampton) е независим град в щата Вирджиния, САЩ. Намира се в източната част на щата и не е част от нито един окръг в щата си. Градът е с население от 134 669 жители (по приблизителна оценка за 2017 г.). Общата му площ е 352,8 кв. км. Разположен е в часова зона UTC-5, а през лятото в UTC-4 на 3 м н.в. Кмет е Моли Джоузеф Уорд. Телефонния му код е 757. Районът на града е заселен първоначално на 9 юли 1610 г. Получава статут на градче през 1849 г., а на град на 30 март 1908 г.